# استان فرانز تامایو
استان فرانز تامایو (به اسپانیایی: Provincia de Franz Tamayo) یکی از استان‌های بولیوی در بولیوی است که در شهرستان لاپاز (بولیوی) واقع شده‌است. استان فرانز تامایو ۱۵٬۹۰۰ کیلومتر مربع مساحت و ۲۶٬۹۹۷ نفر جمعیت دارد.